# Щ-137
«Щ-137» — советская дизель-электрическая торпедная подводная лодка, принадлежит к серии X-бис проекта Щ — «Щука».

## История корабля
Лодка была заложена 31 августа 1938 года на заводе № 194 «им. А. Марти» в Ленинграде под строительным номером 479, в 1939 году была доставлена в разобранном виде на завод № 202 «Дальзавод» во Владивостоке для сборки и достройки.

### Служба
- В феврале 1941 года вошла в состав Учебного ДнПЛ 2-й БрПЛТОФ.
- 18 ноября 1941 года вступила в строй.
- 1 декабря 1941 года была зачислена в состав 8-го ДнПЛ 3-й БрПЛ ТОФ с базированием на Советскую Гавань.
- 1 апреля 1942 года перечислена в состав 2-го ОДнПЛВладимиро-Ольгинской ВМБ ТОФ и перебазирована в посёлок Ракушка.
- 24 августа 1942 года переформирована в состав 13-го ДнПЛ с прежним местом базирования.
- 10 июня 1949 года переименована в С-137.
- С лета по осень 1951 года находилась на ремонте на заводе № 202 «Дальзавод», входила в состав 52-го ДнСРПЛ 49-й ОСРК 5-го ВМФ.
- В 1951 году вернулась на прежнее место базирования, переформирована в состав 126-й ОБрПЛ Владимиро-Ольгинской ВМБ.
- В 1956 году перешла во Владивосток для ремонта, была подчинена командованию 52-го ДнСРПЛ 79-й БрСРК ТОФ.
- 26 декабря 1956 года переведена в бухту Золотой Рог для последующего списания и утилизации.
- В декабре 1957 года была выведена из боевого состава.
- 28 января 1958 года был расформирован экипаж.
- 3 апреля 1958 года была исключена из состава ВМФ.

## Командиры лодки
- 21 ноября 1940 г. — 2 апреля 1943 г. — Ветчинкин П. П.
- 1943 г. — 1947 г. — Некрасов Г. Д.
- 1947 г. — 1949 г. — Сперанский Н. Б.
- 1949 г. — 1954 г. — Синяк С. С.
- 1954 г. — Декабрь 1956 г. — Дмитриев В. Г.
- 3 декабря 1956 г. — 11 ноября 1957 г. — Терехин Н. И.